# Cerf du Prince Alfred
Cervus alfredi
Espèce
Synonymes
- Rusa alfredi Sclater, 1870

Statut de conservation UICN

 EN C2a(i) : En danger
Le cerf du Prince Alfred (Cervus alfredi ou Rusa alfredi) est un mammifère herbivore de la famille des cervidés.
Au pelage moucheté, il provient des forêts pluviales de Negros et Panay aux Philippines.

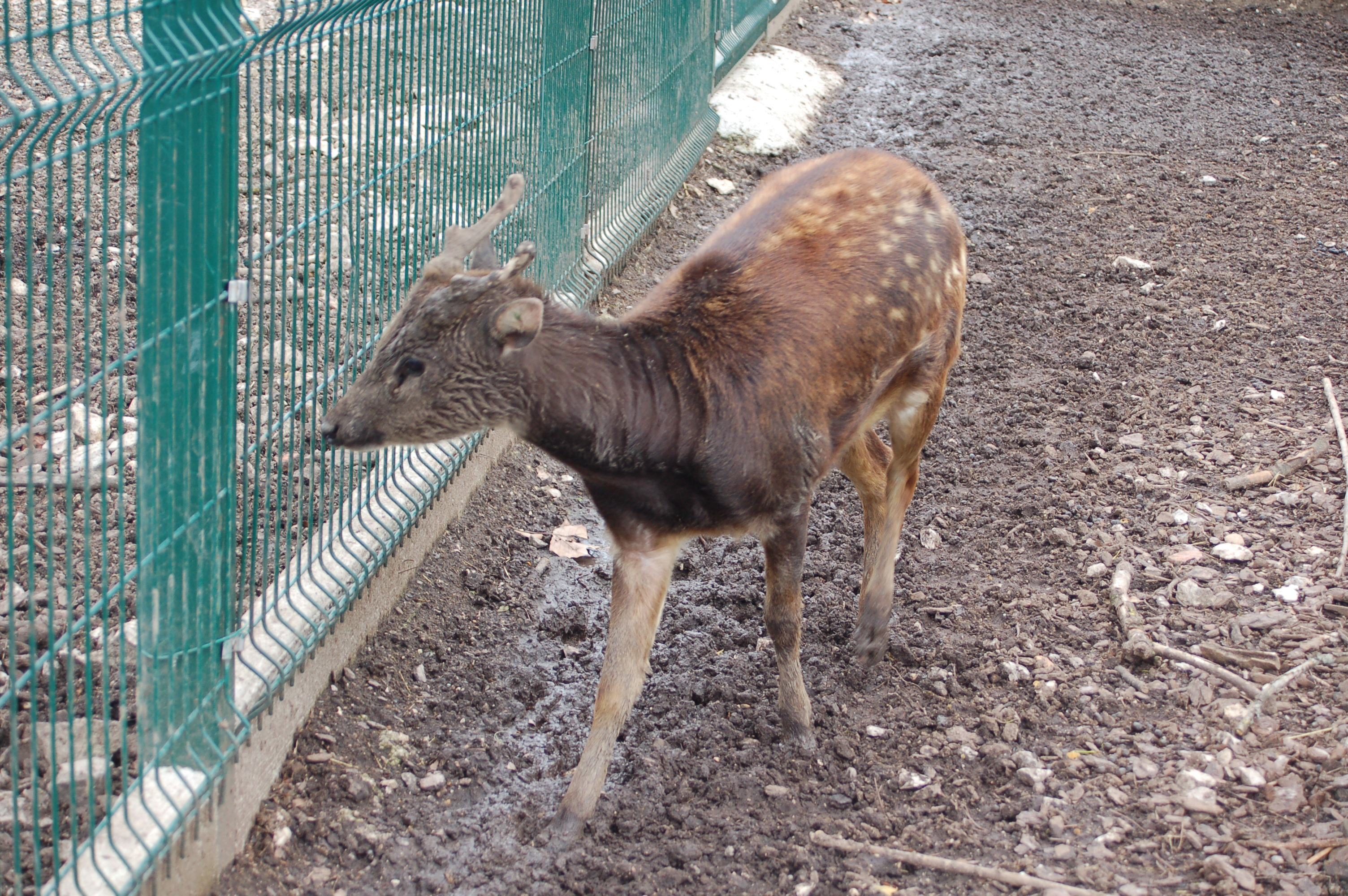
Un mâle